# Європейська партія України
«Європе́йська па́ртія Украї́ни» — сучасна українська політична партія, зареєстрована Міністерством юстиції 3 серпня 2006, виступає за соціальний лібералізм, за якого держава має підтримувати гармонійні суспільні відносини: створювати належні умови для вільної конкуренції, не допускати утворення ринкових монополій і захищати більш слабкі верстви населення. Виступають за реформи, які підвищать соціальні стандарти життя українців до європейського рівня. Підтримка інтеграції України до Європейського Союзу. Початково партію очолював Микола Москаленко, з вересня 2007 — Микола Катеринчук. На серпень 2013 року партія налічує понад 5000 членів.

## Історія партії

### Заснування
Дата реєстрації Міністерством юстиції Європейської партії України (ЄПУ) — 3 серпня 2006 року; видано Свідоцтво № 133-п.п. Першим лідером партії став помічник народного депутата — Микола Москаленко, Віктор Завальний — його заступником. З вересня 2007 — головою партії обрано Миколу Катеринчука.

### Вибори 2007
Європейська партія долучилася до єдиного «мегаблоку» націонал-демократичних сил країни «Наша Україна — Народна самооборона» (НУНС), у складі якого пішла на позачергові вибори до Верховної Ради. Народним депутатом від партії за списком блоку став М.Катеринчук. Набравши за підсумками виборів 14,15% голосів виборців, блок НУНС опинився на третьому місці і отримав 72 мандати.

### Вибори 2008
2008 рік — Європейська партія Україна бере участь у позачергових виборах столичної влади. Разом з партією «Європейська платформа» було створено Блок Миколи Катеринчука. Лідер блоку висунув свою кандидатуру в мери столиці.

### Вибори 2010
На президентських виборах-2010 Європейська партія України підтримала кандидатуру Юлії Тимошенко.
За результатами місцевих виборів Європейська партія отримала місця в Київській міській Раді (5 мандатів) та в органах місцевого самоврядування (150 депутатських мандатів).

### Вибори 2012
На парламентських виборах у жовтні 2012 Європейська партія України висунула свої кандидатів на одномандатних мажоритарних округах у Вінницькій, Волинській, Донецькій, Івано-Франківській, Полтавській, Сумській областях. У виборах по загальнодержавному багатомандатному округу Європейська партія України участі не брала. Лідер партії Микола Катеринчук здобув перемогу по мажоритарному округу № 13 (Калинівський, Хмільницький, Козятинський райони, Вінницька область), отримавши 64,34% голосів.

### Вибори 2013
Депутатом в Горлівську міську раду по мажоритарному округу № 21 (селище шахти ім. Рум'янцева та частина житлового масиву «Сонячний») від Європейської партії України було обрано Ірину Коржукову. З результатом в 42,8% вона залишила далеко позаду себе висуванця від Партії регіонів Володимира Друковського (23,8%) та комуніста Олега Афонічкіна (11,74%).
Лідер партії розпочав передвиборчу кампанію на посаду мера м. Києва, мав значну підтримку киян. Дата виборів ще не визначена.

## Символіка
Прапор політичної партії "Європейська партія України" являє собою прямокутне полотнище синього кольору із співвідношенням сторін 2:3, із зображенням розпізнавального знаку - овалу із 9 зірок жовтого кольору різного розміру, в який з правого боку вписується назва - Європейська партія України.
Розпізнавальний знак політичної партії "Європейська партія України" являє собою зображення на синьому прямокутнику овалу із 9 зірок жовтого кольору різного розміру, в який з правого боку вписується назва - Європейська партія України.

## Структура партії

### Лідер партії
Голова Європейської партії України Микола Катеринчук — народний депутат України VI, V, VI та VII скликань, кандидат юридичних наук. 

### Керівні органи
- З'їзд партії (скликається не рідше як один раз на два роки, визначає стратегію партії, обирає лідера).
- Рада партії (проводиться раз на один-два місяці).
- Центральний виконавчий комітет партії (здійснює організаційне, інформаційне, аналітичне та ресурсне забезпечення діяльності партії, практичне забезпечення виконання рішень центральних керівних органів партії, розпоряджень та доручень голови партії).
- Конференції організацій партії та виконавчі комітети на рівнях первинних осередків, сільських, селищних, міських організацій партії.

Лютий 2012 — Центральний виконавчий комітет очолив Віталій Щербенко.
Станом на серпень 2013 року Європейська партія України має регіональні осередки у 20 областях України (Вінницькій, Волинській, Дніпропетровській, Донецькій, Закарпатській, Запорізькій, Івано-Франківській, Київській, Кіровоградській, Луганській, Львівській, Миколаївській, Одеській, Полтавській, Сумській, Харківській, Херсонській, Хмельницькій, Черкаській, Чернігівській), АРК та м. Києві.

## Ідеологія партії
Партія дотримується основних принципів соціал-лібералізму (соціального лібералізму), відповідно до якого держава має втручатися в економічні процеси з метою боротьби з монополізмом і підтримувати конкурентне ринкове середовище. Суспільство повинно мати законні підстави у випадку, якщо прибуток не відповідає вкладу людини в загальне благо, вилучити частину цього доходу через податки і перерозподілити його на соціальні потреби. Поліпшення умов життя найбідніших верств суспільства буде сприяти зростанню внутрішнього ринку та економічному зростанню.

### Мета та пріоритетні напрями діяльності
- інтеграція України до європейського простору, як єдиної території без внутрішніх кордонів і бар'єрів з вільним рухом робочих і фінансових ресурсів;
- наближення рівня життя українців до європейських стандартів шляхом впровадження системних реформ;
- підтримка курсу Європейського Союзу, як інституції, заснованої на фундаментальних ліберальних принципах свободи, демократії, верховенства права;
- захист навколишнього середовища і застосування альтернативних джерел енергетики;
- проведення освітніх акцій та законодавчих ініціатив, спрямованих на запобігання ґендернійої дискримінації;
- організація просвітницьких заходів для молоді з метою ознайомлення з історією створення та основами діяльності інституцій Європейського Союзу, з ідеями провідних ліберальних ідеологів та мислителів, а також з особливостями європейської інтеграції України.

### Європейський вектор діяльності
1. Сприяння підписанню Угоди про Асоціацію між Україною та ЄС.
2. Досягнення спрощення візового режиму для громадян України з країнами ЄС.
3. Сприяння євроінтеграції України.
4. Адаптація європейського досвіду у різних сферах суспільно-політичного життя в Україні.

## Молодіжний Європейський Рух
Всеукраїнська молодіжна громадська організація «Молодіжний Європейський Рух» як молодіжне крило Європейської партії України була створена в 2009 році. Молодіжний Європейський Рух має представництва у 19 регіонах країни та ставить за мету формування молодої сили України, для якої пріоритетними виступають права і свободи людини, демократичні європейський вектор розвитку України.

## Міжнародне співробітництво
Європейська партія України з травня 2013 року стала повноправним членом (з правом голосу) партії Альянс лібералів та демократів за Європу (Alliance of Liberals and Democrats for Europe Party) — міжнародне об'єднання ліберальних політичних партій Європи, що включає 50 партій з різних країн.